# Polski owczarek nizinny
De Polski owczarek nizinny (afgekort: PON) of Poolse laaglandherder is een hondenras dat afkomstig is uit Polen.

## Geschiedenis
Deze robuuste herder ontstond door kruising van Hongaarse herders en kleine, langharige bergherders. De PON werd in 1963 voor het eerst tentoongesteld in Boedapest en in hetzelfde jaar werd het ras door de FCI erkend.
Omdat de Polski Owczarek Nizinny op laaglandvlaktes werkte, wordt dit ras ook wel de Polish Lowland Sheepdog genoemd. Ook staat dit ras bekend als PON. Er wordt aangenomen dat de bloedlijnen van de Polski Owczarek Nizinny teruggevoerd kunnen worden tot hoedende honden met gekoorde vacht van de Hongaarse vlakten, die gekruist zijn met andere kleine langharige hoedende berghonden. De Tweede Wereldoorlog heeft een dramatische impact op de populatie van de Polski Owczarek Nizinny gehad en dit ras is in die tijd bijna uitgeroeid. Gelukkig waren enkele toegewijde fokkers succesvol in het doen opleven van dit ras en de populariteit er van. Honden van dit ras zijn fantastische hoeders en uitstekende huisdieren.

## Gezondheid
De Polski Owczarek Nizinny is over het algemeen een gezond ras. Maar zoals meerdere rassen heeft de nizinny ook te maken met erfelijke aandoeningen. Sommige lijnen hebben een aanleg tot het krijgen van Progressieve Retina Atrofie (PRA), NCL, heupdysplasie, allergieën, oogziekten en knieschijfluxatie. Net als alle hondenrassen heeft de Polski Owczarek Nizinny de juiste verzorging nodig en controles door de dierenarts voor een lang en gezond leven.
De Polski Owczarek Nizinny wordt gemiddeld 12 tot 15 jaar oud. Een goed gebalanceerd dieet en voldoende beweging zullen ook bij dit ras bijdragen tot een lang en gezond leven.
De Polski Owczarek Nizinny heeft een lange vacht, die minstens eenmaal per week zorgvuldig geborsteld moet worden met een borstel met pinnen om vervilten te voorkomen. Alle losse haren worden bij een goede borstelbeurt verwijderd. Daarom veroorzaken Nizinnys minder klachten bij mensen die allergisch zijn voor honden. De nizinny verhaart gemiddeld.

## Kenmerken
De Polski Owczarek Nizinny is een slimme, gehoorzame en beminnelijke hond. Dit ras staat bekend om zijn uitstekende geheugen. Dit speciale kenmerk maakt dat deze hond makkelijk is af te richten. Zorgvuldig africhten en socialiseren zijn bij dit ras noodzakelijk. De Polski Owczarek Nizinny zoekt altijd naar een gelegenheid om zijn eigenaar te plezieren en daarom zal het africhten van deze hond geen problemen opleveren. Het zijn wel onafhankelijke denkers, daarom hebben ze een vastberaden en consequente manier van africhten nodig. Omdat de Polski Owczarek Nizinny een werkende hond is, moet hij wel iets te doen krijgen, anders hebben deze honden de neiging om rusteloos te worden.
De Polski Owczarek Nizinny doet het redelijk goed met kinderen, wanneer hij op jonge leeftijd zorgvuldig is gesocialiseerd. Deze honden houden zich meestal afzijdig van en observerend tegenover vreemden. Wanneer de Polski Owczarek Nizinny van kleins af aan met andere honden en huisdieren is opgegroeid, zal hij het met hen goed doen. De Polski Owczarek Nizinny staat erom bekend dat hij happerig kan zijn wanneer hij wordt geprovoceerd. Deze honden blaffen veel en happen vaak naar de hielen van mensen in een poging om ze te hoeden.

## Gebruiksdoel
Vroeger werd de PON als herder gebruikt, vandaag is hij meestal familie- en/of sporthond.
Australian stumpy tail cattle dog ·
Australische herder ·
Australische veedrijvershond ·
Bearded collie ·
Beauceron ·
Belgische herder ·
Bergamasco ·
Berghond van de Maremmen en Abruzzen ·
Bobtail ·
Boheemse herder ·
Bordercollie ·
Bouvier des Ardennes ·
Bouvier (des Flandres) ·
Briard ·
Ca de bestiar ·
Cão da Serra de Aires ·
Cão de fila de São Miguel ·
Catalaanse herder ·
Ciobanesc romanesc carpatin ·
Ciobanesc romanesc mioritic ·
Duitse herder ·
Hollandse herder ·
Karpatische herdershond ·
Kelpie ·
Komondor ·
Kroatische herder ·
Kuvasz ·
Lancashire heeler ·
Miniature American Shepherd ·
Mudi ·
Picardische herdershond ·
Polski owczarek nizinny ·
Puli ·
Pumi ·
Pyrenese herdershond ·
Saarlooswolfhond ·
Schapendoes ·
Schipperke ·
Schotse herdershond ·
Sheltie ·
Slovenský čuvač ·
Tatrahond ·
Tsjecho-Slowaakse wolfhond ·
Welsh corgi Cardigan ·
Welsh corgi Pembroke ·
Zuid-Russische owcharka ·
Zwitserse witte herder